# De Wacht - Weekblad voor de gemobiliseerde weermacht
De Wacht was een weekblad, uitgegeven "met instemming van den opperbevelhebber van land- en zeemacht" door de Koninklijke Nederlandsche Vereeniging 'Ons Leger'. 
Er zijn in de mobilisatie-periode 26 nummers uitgegeven van 18 november 1939 tot 11 mei 1940. Naast nuttige berichten en mededelingen voor de gemobiliseerden werden er ook korte verhalen in opgenomen en was er aandacht voor sport en spel (o.a. een dam- en schaakrubriek, met "veldslagen op de 64 en 100 velden", gedichten en liederen). 
Veel nummers bevatten advertenties en tekeningen van onder anderen Marten Toonder. Om een groot bereik te halen, was de prijs laag gehouden: voor de gemobiliseerde slechts 3 cent per nummer. 
De eerste De Wacht verscheen op 18 november 1939 en op 11 mei 1940 verscheen nummer 26 als laatste. 